# Agrypon minisculum
Agrypon minisculum är en stekelart som beskrevs av Wang 1992. Agrypon minisculum ingår i släktet Agrypon och familjen brokparasitsteklar. Inga underarter finns listade i Catalogue of Life.